# David Crouch
David Crouch est un historien gallois, professeur d'histoire médiévale à l'université de Hull. Il s'intéresse à l'histoire politique et sociale de la période 1000-1300 en Angleterre et en France.

## Biographie
David Bruce Crouch naît le 31 octobre 1953 à Cardiff.
Il est diplômé en histoire en 1975. Il obtient ensuite un doctorat sur les frères jumeaux anglo-normands Galéran de Meulan et Robert de Leicester, qui se trouve publié par les presses universitaires de Cambridge.
Il occupe à partir de 1984 des postes de recherche dans l'université de Londres jusqu'à ce qu'il devienne enseignant au North Riding College, puis en 1990 de l'université de Scarborough.
Il est transféré en 2000 au département d'histoire de l'université de Hull en tant que professeur d'histoire médiévale. Il occupe des chaires à Poitiers et Milwaukee. Il est titulaire à partir de 2013 de la bourse de recherche Leverhulme Trust (en) et devient en 2015 membre de l'Institute for Advanced Study de Princeton.

## Distinctions
Il est élu en 1986 Fellow de la Royal Historical Society (FRHistS) et en 2014 de la British Academy (FBA).

## Publications
- The Beaumont Twins: The Roots and Branches of Power in the Twelfth Century, Cambridge, Presses universitaires de Cambridge, 1986,  (ISBN 0-521-30215-3).
- William Marshal: Court, Career and Chivalry in the Angevin Empire 1147-1219, Harlow, Longman, 1990,  (ISBN 0-582-03786-7), 2e ed. 2002.
- The Image of Aristocracy in Britain, 1000-1300, Londres, Routledge, 1992,  (ISBN 0-415-01911-7).
- The Reign of King Stephen, 1135-1154, Harlow, Longman, 2000,  (ISBN 0-582-22658-9).
- The Normans: The History of a Dynasty, Londres, Hambledon and London, 2002,  (ISBN 1-85285-387-5).
- Tournament, Londres, Hambledon et London, 2005,  (ISBN 1-85285-460-X).
- The Birth of Nobility: Constructing Aristocracy in England and France: 900-1300, Harlow, Longman, 2005,  (ISBN 0-582-36981-9).
- The English Aristocracy, 1070-1272: A Social Transformation, New Haven et Londres, Presses universitaires de Yale, 2011,  (ISBN 978-0-300-11455-3).
- Lost Letters of Medieval Life: English Society, 1200-1250, édité avec Martha Carlin, Philadelphie et Londres, Presses universitaires de Pennsylvanie, 2013,  (ISBN 978-0-8122-4459-5).

## Sources
- (en) Cet article est partiellement ou en totalité issu de l’article de Wikipédia en anglais intitulé « David Crouch (historien) » (voir la liste des auteurs).